# Portugál juhászkutya
A portugál juhászkutya (portugálul: Cão da Serra de Aires) a hatalmas merinónyájakkal együtt telelt korábban Andalúziában míg az év másik felét Estremadurában, az Atlanti-óceán partján töltötte. E miatt ez a kutyafajta dolgozott ugyanúgy Portugáliában, mint Spanyolországban. Hazáján kívül alig ismert kutyafajta.

## Története
A portugál juhászkutya eredete vitatott, olykor a Castro Guimares gróf által, a 20. század elején importált Berger de Brie tenyészpár utódainak tartják. Manapság ezek a kutyák jelentős számban fordulnak elő és rögzített tulajdonságaikban különböznek ettől a fajtától. A portugál juhászkutyák egyébként inkább a hosszúszőrű pireneusi juhászkutyára hasonlítanak, tehát megalapozottabbnak tűnik az a gondolat, miszerint inkább e fajta egy ágáról lehet szó, melyet esetleg a Berger de Brie-vel próbáltak javítani. Ha nem így lenne, érthetetlen lenne, hogy miért választottak volna egy olyan pásztorkutyát Alentejo-ban, mely a helyi klímához csak nehezen tud alkalmazkodni.

## Külleme
Közepes méretű kutyafajta. Külseje a majoméra emlékeztet, ezért hazájában majomkutyának is nevezik. Feje erőteljes és széles, orra lekerekített, orrtükre lehetőleg fekete legyen. Stopja kifejezett. Harapása ollós,  Szemei közepesen nagyok, kerekek, lehetőség szerint sötét színűek. A fülek magasan tűzöttek, háromszög alakúak és lelógóak. Nyaka közepesen vastag, izmos. Mellkasa közepesen széles és - mély. Mind a mellső-, mind a hátsó végtagjai erősek, közepesen hosszúak. A mancsa kerek, a talppárnák vastagok. A farok magasan tűzött és hegyes, szőrrel dúsan borított. Szőrzete rendkívül hosszú és közepesen vastag, általában egyenes vagy enyhén hullámos. Az arcon szakállat, bajuszt és szemöldököt képez, de a szemeket nem takarja el. Elfogadott színek a sárga, barna, őzbarna, szürke és fekete. A cser jegyek kívánatosak, a fehér szín viszont nem, kivéve a mellkason, kisebb fehér foltok formájában.

## Méretei
- Marmagasság: kanok: 45–55 cm, szukák: 42–52 cm
- Testsúly: 12–18 kg
- Várható élettartam: 10-14 év
- Alomszám: 4-7 kölyök

## Jelleme
Rendkívül intelligens, nyugodt, szívós, nagyon hűséges. Az idegeneket egyáltalán nem szereti, nagy munkabírású fajta.

## Képgaléria

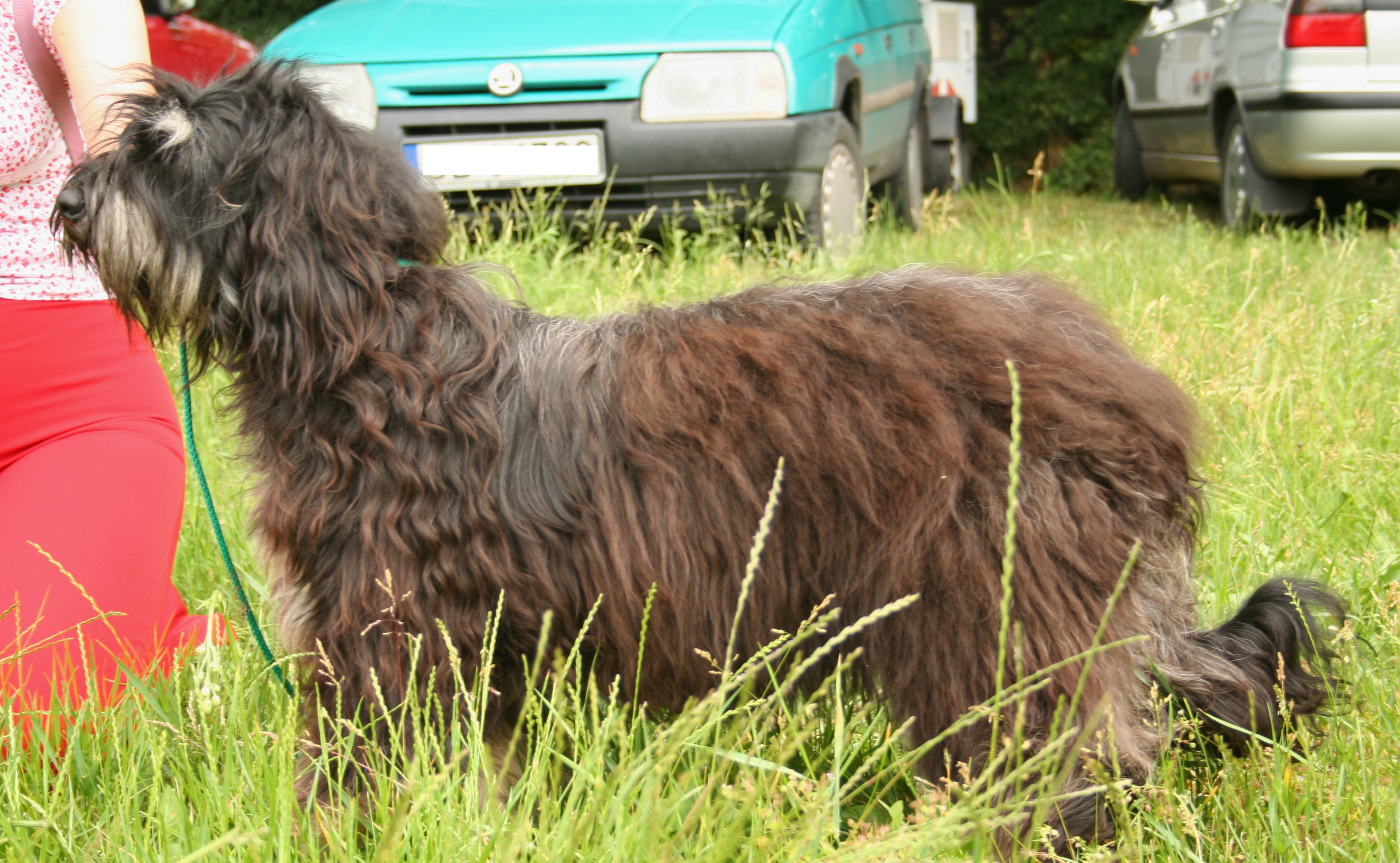
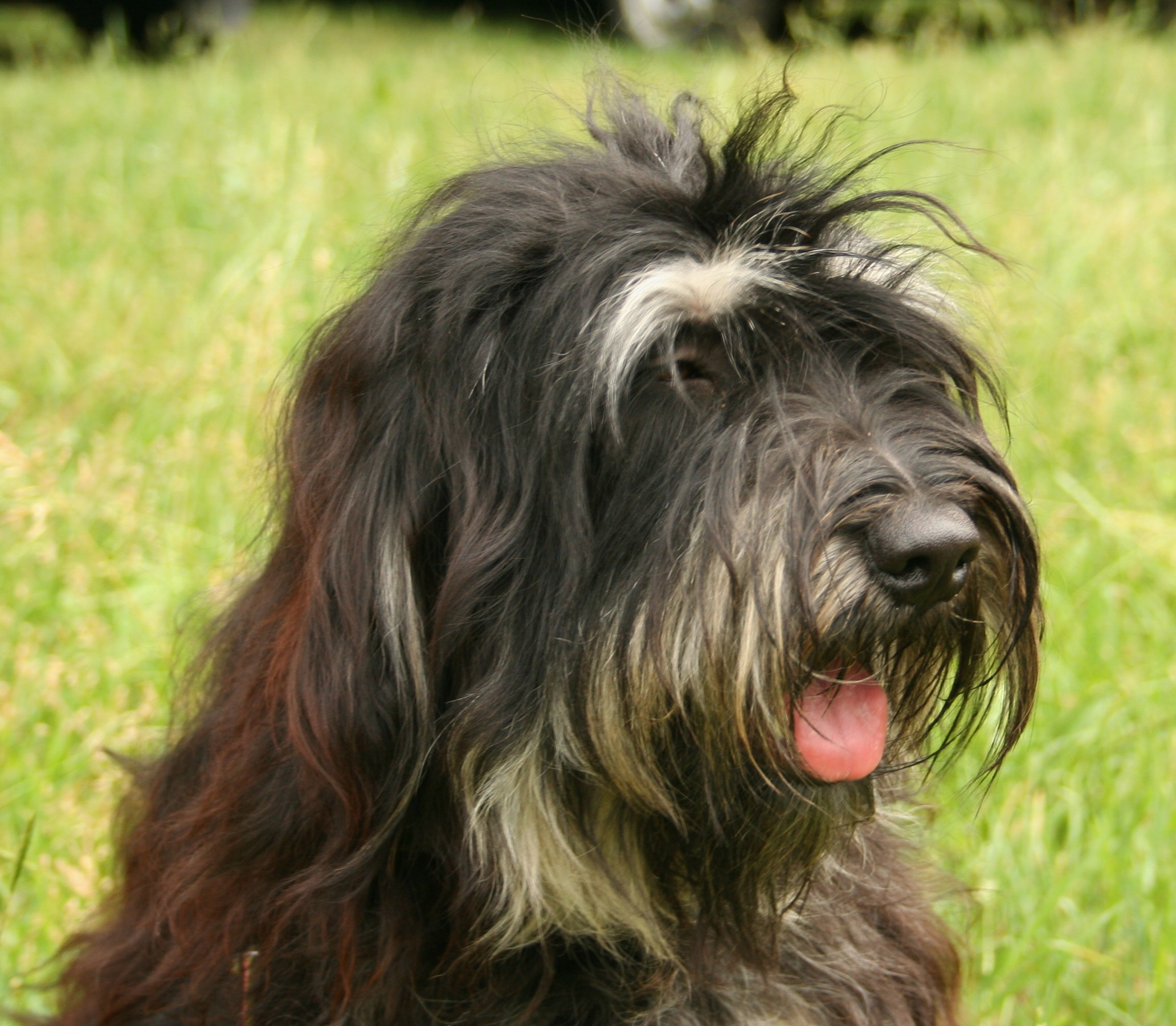
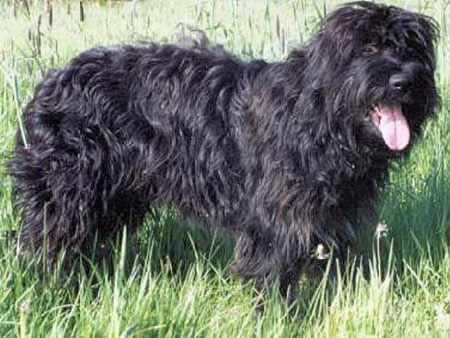